# شاطراوبه
شاطراوبه (به ترکی آذربایجانی: Şatıroba) یک منطقهٔ مسکونی در جمهوری آذربایجان است که در شهرستان ماساللی واقع شده‌است. شاطراوبه ۱٬۶۷۰ نفر جمعیت دارد.